# Gare de Collonges (Côte-d'Or)
Ne doit pas être confondu avec Gare de Collonges - Fontaines ou Gare de Fort-l'Écluse-Collonges.
La gare de Collonges (Côte-d'Or) est une gare ferroviaire française située sur le territoire de la commune de Collonges-lès-Premières, dans le département de la Côte-d'Or, en région Bourgogne-Franche-Comté.
C'est une gare de la Société nationale des chemins de fer français (SNCF), desservie par des trains du réseau TER Bourgogne-Franche-Comté qui circulent entre les gares de Dijon-Ville et de Besançon-Viotte.

## Situation ferroviaire

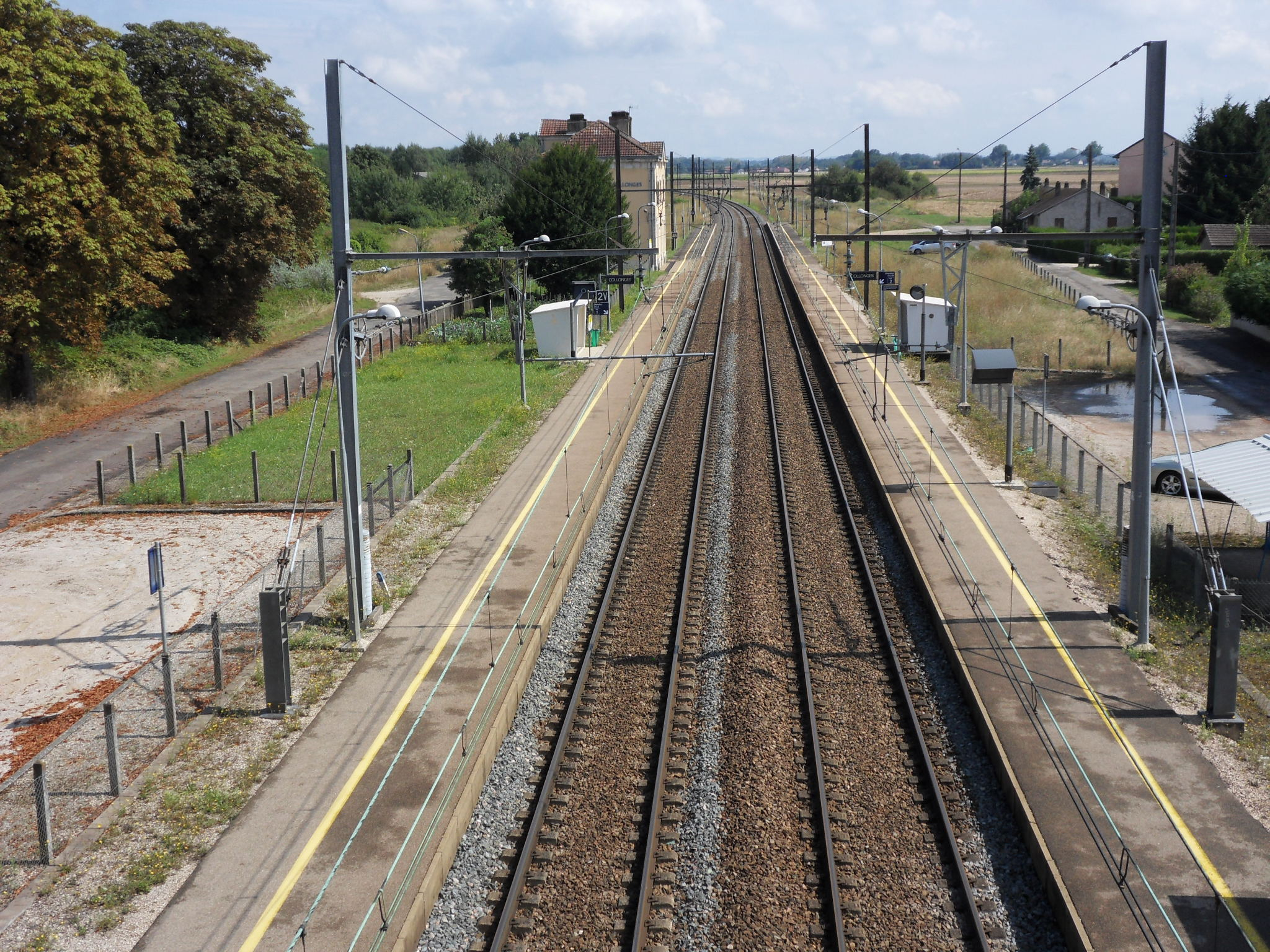
Vue générale de la halte, en direction de Besançon.

Établie à 195 mètres d'altitude, la gare de Collonges (Côte-d'Or) est située au point kilométrique (PK) 336,906 de la ligne de Dijon-Ville à Vallorbe (frontière), entre les gares ouvertes de Genlis et d'Auxonne. Elle est séparée de cette dernière par la gare aujourd'hui fermée de Villers-les-Pots.

## Fréquentation
De 2015 à 2023, selon les estimations de la SNCF, la fréquentation annuelle de la gare s'élève aux nombres indiqués dans le tableau ci-dessous.
| Année     | 2015   | 2016   | 2017   | 2018   | 2019   | 2020   | 2021   | 2022   | 2023   |
| --------- | ------ | ------ | ------ | ------ | ------ | ------ | ------ | ------ | ------ |
| Voyageurs | 27 526 | 29 001 | 25 943 | 26 571 | 28 509 | 28 857 | 35 154 | 43 636 | 41 346 |

## Services des voyageurs

### Desserte

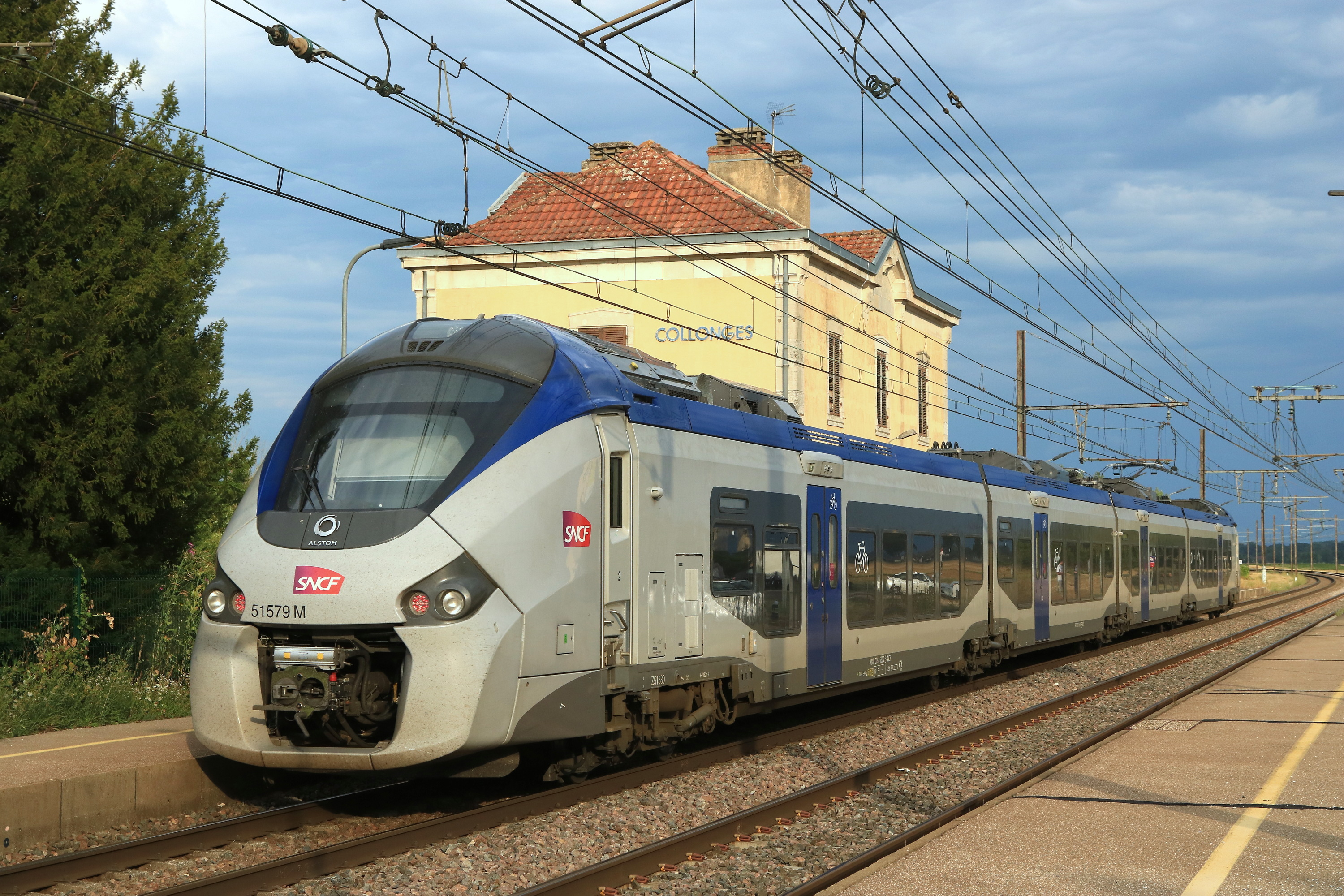
Un Régiolis effectuant la relation Dijon - Besançon marque l'arrêt en gare.

La gare est desservie par des trains régionaux du réseau TER Bourgogne-Franche-Comté circulant entre  Dijon et Dole, voire Besançon, avec environ 8 allers-retours.